# Lathrolestes minimus
Lathrolestes minimus là một loài tò vò trong họ Ichneumonidae.